# گمینا روکیتنو
گمینا روکیتنو (به لهستانی:  Gmina Rokitno) یک گمینا در لهستان است که در شهرستان بیاوا پودلاسکا واقع شده‌است. گمینا روکیتنو ۱۴۰٫۸۲ کیلومتر مربع مساحت و ۳٬۰۹۷ نفر جمعیت دارد.